# 앙리 4세 만세

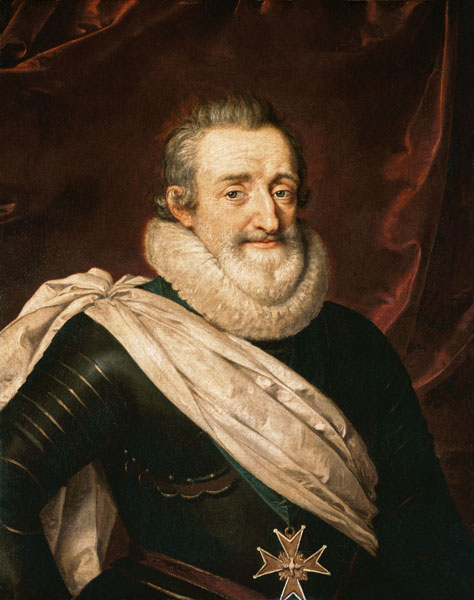

앙리 4세 만세(프랑스어: Vive Henri IV 비브 앙리 꺄트흐[*])는 부르봉 왕조때 쓰던 프랑스의 국가이다. 프랑수아 앙리 카스틸 블라즈가 작곡하였으며, 이 노래의 음은 훗날 프랑스 왕자들이 파리로 돌아오다에도 쓰였다.

## 가사
1절
Vive Henri quatre
Vive ce Roi vaillant
Ce diable à quatre
A le triple talent
De boire et de battre
Et d'être un vers galant
De boire et de battre
Et d'être un vers galant
2절
Au diable guerres
Rancunes et partis
Commes nos pères
Chantons en vrais amis
Au choc des verres
Les roses et les lys
Au choc des verres
Les roses et les lys
3절
Chantons l'antienne
Qu'on chant'ra dans mille ans
Que Dieu maintienne
En paix ses descendants
Jusqu'à c'e qu'on prenne
La lune avec les dents
Jusqu'à c'e qu'on prenne
La lune avec les dents
4절
Vive la France
Vive le roi Henri
Qu'à Reims on danse
En disant comme Paris
Vive la France
Vive le roi Henri
Vive la France
Vive le roi Henri

## 번역
1절
헨리 4세 만세!
용맹한 국왕 만세!
이 사방미인의 귀재는
세 가지의 재간을 가졌으니,
마시고, 싸우고,
난봉 부리는 것이라.
마시고, 싸우고,
난봉 부리는 것이라.
2절
난장판이 된 전쟁과
앙심과 당파싸움을,
우리의 아버지들처럼
진정한 친구로써 함께 노래하자
유리잔이 부딪히는 소리와
장미꽃과 백합꽃을.
유리잔이 부딪히는 소리와
장미꽃과 백합꽃을.
3절
그 선율을 부르자,
천년 동안 불릴 그 노래를.
주께서 그의 자손을
평안 속에 지켜주시어
우리의 입 속에
저 달을 집어삼킬 그 날까지.
우리의 입 속에
저 달을 집어삼킬 그 날까지.
4절
프랑스 만세!
헨리 폐하 만세!
랭스에서도 춤추고 노래하자,
파리에서와 같이.
프랑스 만세!
헨리 폐하 만세!
프랑스 만세!
헨리 폐하 만세!

## 같이 보기
- 프랑스의 국가